# Ринін Микола Олексійович
Ри́нін Микола Олексійович (11 (23) грудня 1877, Москва — 28 липня 1942, Казань) — російський радянський вчений у галузі повітроплавання, космонавтики та нарисної геометрії.

## Біографія
1901 року закінчив петербурзький Інститут корпусу інженерів шляхів сполучення. Працював там же, з 1921 року — професор. За участі Риніна в інституті було створено одну з перших в Росії аеродинамічну лабораторію (1909) та організовано факультет повітряних сполучень (1920). Був членом ленінградського відділення Групи вивчення реактивного руху.

## Діяльність
Ринін є автором монографії «Теорія авіації» (1917), курсу «Проектування повітряних сполучень» (1937) та інших. У 1928—1932 роках видав «Міжпланетні сполучення» (випуски 1—9), першу в Росії енциклопедичну працю з історії й теорії реактивного руху та космічних польотів. Ринін також є автором підручників з нарисної геометрії.
За своє 40-річне інженерно-науково-викладацьке життя Ринін написав 268 праць-монографій, з яких повітряно-космічній тематиці присвячено 190 робіт, нарисній геометрії та будівельній механіці — 65. Ринін прочитав близько 300 лекцій та доповідей. І це не рахуючи все ще не опубліковані роботи, рукописи яких зберігаються сьогодні в фондах Російської національної бібліотеки. За результатами дослідження, проведеного співробітниками РНБ, повна бібліографія робіт професора Н. О. Риніна тільки з авіації, повітроплавання і космонавтики налічує 800 найменувань. 30 жовтня 1930 року Ціолковський писав Миколі Олексійовичу: «Ваші прекрасні праці й підвищення почуттів створять Вам безсмертне ім'я …». Всі роботи Ринін були перекладені англійською НАСА в 1970-му, вважаються і за кордоном шедевром популяризації космонавтики.

## Пам'ять
1966 року, в зв'язку з 40-річчям Газодинамічної Лабораторії (ГДЛ) Комісія Академії наук СРСР по місячним найменуванням присвоїла одному з кратерів на зворотному боці Місяця ім'я «Ринін».